# Seleção das Ilhas Faroe de Futebol Feminino

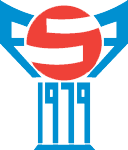
Logo da Federação Faroense de Futebol

A Seleção das Ilhas Faroe de Futebol Feminino representa as Ilhas Faroe no futebol feminino internacional. 